# Сторонкин, Алексей Васильевич
Алексей Васильевич Сторо́нкин (1916—1994) — советский физикохимик, основатель кафедры теории растворов (в дальнейшем переименованной им в кафедру химической термодинамики и кинетики) химического факультета ЛГУ. Создатель школы термодинамики. Автор фундаментального труда «Термодинамика гетерогенных систем». Член ВКП(б) с 1945 года.

## Биография
Родился 9 (22 октября) 1916 года в семье рабочего, токаря петроградского завода Василия Ниловича Сторонкина, происходившего из крестьян деревни Никольское Ящинской волости Вышневолочского уезда Тверской губернии, в советское время — токаря-лекальщика Машиностроительного завода им. К. Маркса. В. Н. Сторонкин, был большим тружеником, человеком пытливого ума, изобретателем, автором нескольких книг по токарному делу, кавалером ордена Ленина. Мать Алексея Васильевича, Пелагея Петровна, происходила из купеческой семьи.
- 1936 — поступил в ЛГУ
- 1940 — с отличием окончил химический факультет ЛГУ
- 1941, с июня месяца офицер химической службы в РККА в составе 42-й армии
- 1948 — доктор химических наук
- 1950 — профессор кафедры физической химии ЛГУ
- 1950, с 23 января — исполняющий обязанности проректора ЛГУ по учебной работе
- 1950, с 14 февраля — зав. кафедрой электрохимии хмифака ЛГУ (до 9 августа 1951 года)
- 1950, с 6 декабря — проректор ЛГУ по научной работе (до 15 января 1952 года)
- 1951, с 9 августа — заведующий кафедрой теории растворов химфака ЛГУ
- 1952 — члена Ленинградского областного комитета КПСС
- 1952, с 11 октября — директор музея-архива им. Д. И. Менделеева (ЛГУ; до 20 февраля 1958 года)
- 1953 — депутат Ленинградского городского Совета
- 1958, с 20 февраля — директор Научно-исследовательского химического института (ЛГУ)
- 1967—1969 — издал двухтомную монографию «Термодинамика гетерогенных систем»

Умер 14 июня 1994 года в Санкт-Петербурге. Похоронен на Богословском кладбище Санкт-Петербурга.

Сознательная творческая жизнь только началась. Можно было бы сделать очень многое. Я бы подарил термодинамике, химии чудесные вещи. Война застала меня в том счастливом состоянии, когда я уверился в своих силах, в своих способностях работать творчески, создавать новое. Ведь какое наслаждение находить ответы на ещё нерешённые вопросы, раздвигать границы человеческого знания.
— Из военного дневника А. В. Сторонкина. 27.XII.1941

## Научная и педагогическая деятельность

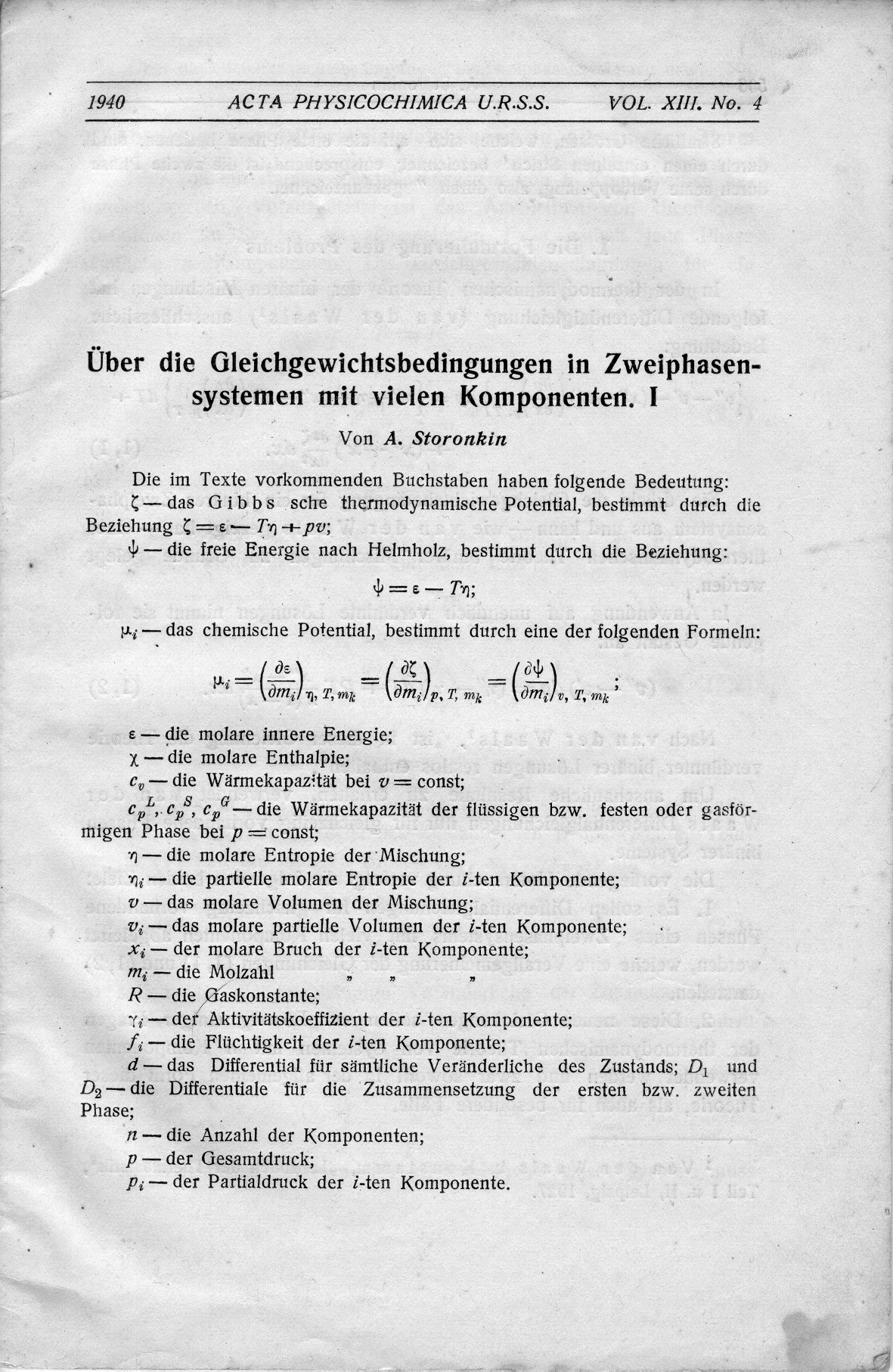
«Об условиях равновесия в двухфазных многокомпонентных системах. I». (на немецком языке) — Acta physicochimica. U.R.S.S. Vol. XIII. No.4. M. 1940. P. 505—530

В ЛГУ Алексей Васильевич Сторонкин учился одновременно на физическом и химическом факультетах (1936—1940). Ещё в середине 1930-х годов труды Дж. У. Гиббса, Д. П. Коновалова и М. С. Вревского дали ориентацию самосознанию учёного, но война остановила движение по избранному пути в самом его начале.
Концентрация нереализованного была настолько высока, что сразу после войны за два года Алексей Васильевич подготовил кандидатскую диссертацию (экспериментальную, по термодинамике водно-глицериновых растворов HCl — руководитель профессор Б. П. Никольский), но удостоен был докторской степени, так как самостоятельно к защите представил вторую — теоретическую «Об условиях термодинамического равновесия многокомпонентных систем». Она легла в основу вышедшей в 1948 году одноимённой монографии, где получили развитие исследования Гиббса-Коновалова о связи температуры, давления и состава сосуществующих фаз.
Учёным дан вывод обобщенного дифференциального уравнения Ван-дер-Ваальса, которое стало теперь фундаментом всей теории многокомпонентных гетерогенных систем — уравнение Сторонкина—Ван-дер-Ваальса. Такое же значение имеет обобщение законов Коновалова-Вревского. Тщательному анализу подверглись условия распространения законов бинарных систем — на многокомпонентные.

Законы Д. П. Коновалова описывают изменения состояния систем при изобарических и изотермических условиях, устанавливают связь между изменениями давления или температуры сосуществующих фаз и изменениями состава одной из фаз при указанных условиях.
Законы же М. С. Вревского описывают изменения состояния систем, когда на изменения составов последних наложены ограничения в виде условия равенства состава одной из сосуществующих фаз или условия равенства состава сосуществующих фаз. Они, следовательно, устанавливают связь между изменениями давления или температуры и изменениями состава при указанных ограничениях последних.
— А. В. Сторонкин. О выводах и границах применимости законов М. С. Вревского
Всё это привлекло внимание широкого круга физикохимиков. Сведущие в термодинамике, дали высочайшую оценку прорыву молодого одарённого учёного, а Ленинград стал одним из мировых центров передовых исследований в области термодинамики и её приложений. В 1950 году А. В. Сторонкину присуждена Сталинская премия.

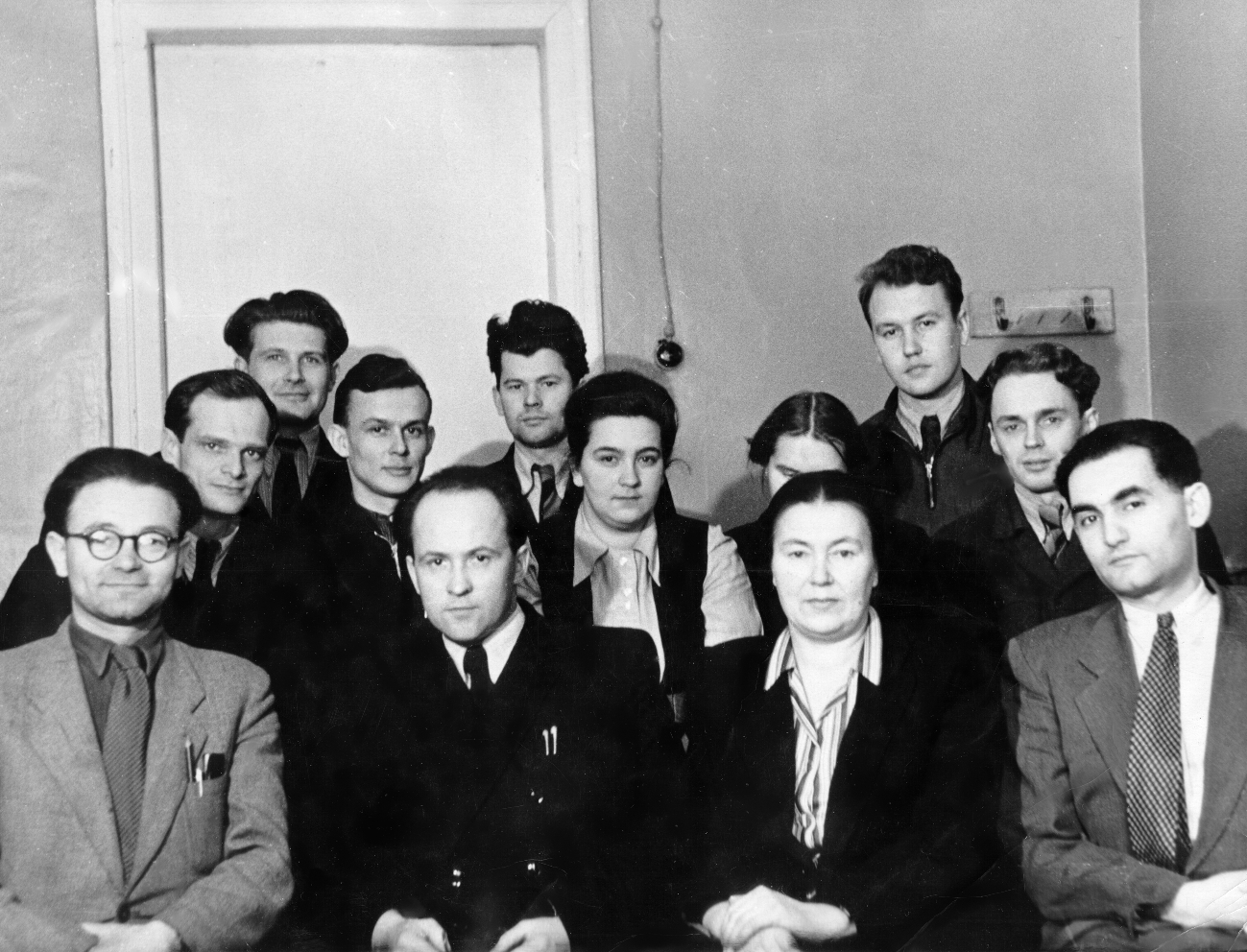
На первом плане: Э. Берец, А. В. Сторонкин, Р. В. Прокофьева, И. Киш; на втором плане: М. М. Шульц, Н. П. Маркузин, С. Иванов, С. П. Кожевников, М. Тер-Овакова, М. Д. Фадеева, В. С. Бобров, А. Г. Морачевский. Кафедра теории растворов химфака ЛГУ. 1951

Тогда же он приступил к активной педагогической деятельности, в 1951 г. на химфаке ЛГУ А. В. Сторонкиным была основана кафедра теории растворов, он формирует и читает ряд новых курсов по теории растворов и гетерогенных систем, им организован научный семинар.
Вместе с первыми своими учениками (М. П. Сусаревым, А. Г. Морачевским, Н. П. Маркузиным) он продолжает исследования равновесий жидкость—пар и жидкость—жидкость, начинает изучение систем раствор (расплав)—твердая фаза (с участием М. М. Шульца, И. В. Васильковой и др.).
Но главным делом было создание современного варианта термодинамики гетерогенных систем (выразившегося затем фундаментальной монографией).
В трудах А. В. Сторонкина и его учеников при рассмотрении конкретных задач особенно широко и разносторонне применяются условия устойчивости Гиббса, выраженные математически в различных формах неравенств, как следствия экстремума термодинамических потенциалов (минимума) и энтропии (максимума) при равновесии в соответствующих условиях.
Получают развитие многие важные для практики направления химической термодинамики. Детальная разработка термодинамики трёхкомпонентных двух- и трёхфазных систем различных типов, важнейшей для методики разделения смесей. Связь формы изотерм растворимости твёрдых и жидких фаз с характеристиками взаимодействия компонентов, зависимости изменения химических потенциалов компонентов на изотермах сосуществующих фаз, методы расчёта химических потенциалов твёрдых растворов по данным о растворимости последних, изучение термодинамики процессов открытого испарения и азеотропных свойств трёхкомпонентных систем, развитие теории критических явлений — далеко не полный перечень основных направлений теоретических и больших экспериментальных исследований, выполненных под руководством А. В. Сторонкина. Широкое применение полученные результаты нашли и в теории поверхностных явлений.

Мой старший товарищ, у которого я много учился — профессор А. В. Сторонкин — в своё время создал очень активный научный коллектив. Это было после войны. Мы с ним демобилизовались из армии. Организовалась дружная компания, которая по−молодому задорно, но глубоко и широко осваивала методы термодинамики. И было очень много нового открыто в этой старой области. Тогда широким фронтом пошла термодинамика в химию как метод расчёта и предсказания сложных химических процессов.
— Из беседы Виктора Сидорова с академиком М.М.Шульцем.
Учёный прилагал усилия к повышению уровня преподавания. Помимо своего основного курса «Термодинамика гетерогенных систем» А. В. Сторонкин, будучи блестящим лектором, разработал и первым стал читать химикам статистическую физику, механику и термодинамику необратимых процессов, совершенствовал и вел много лет курс химической кинетики. Объединив вокруг себя способных и деятельных учеников, А. В. Сторонкин создает мощную термодинамическую школу, с которой можно сравнить разве что школу Ван-дер-Ваальса.
Своим ученикам А. В. Сторонкин рекомендовал изучать основы термодинамики непосредственно по работам Гиббса и Ван-дер-Ваальса (литературные суррогаты не признавались), хотя, как известно, чтение Гиббса напоминает подчас работу дешифровщика. В работе Гиббса «О равновесии гетерогенных веществ» по сути содержится строгий (хотя лишь словесный, без формул) вывод сокращенного принципа Ле Шателье-Брауна (не путать с принципом смещения равновесия Ле Шателье!). Этому посвящена статья А. И. Русанова и М. М. Шульца (1960).

## Школа А. В. Сторонкина
А. В. Сторонкин и И. В. Василькова разработали методы расчета поверхности ликвидуса тройных систем, эвтектических и перитектических линий, составов и температур кристаллизации тройных эвтектик и перитектик по данным о компонентах и соответствующих бинарных системах. В экспериментальных работах, проводившихся в тесном сотрудничестве с работниками кафедры химической термодинамики и кинетики (Ю. А. Федоров, М. Д. Пятунин и др.), изучено более 100 тройных систем.
Плодотворным было сотрудничество А. В. Сторонкина с М. М. Шульцем, который, с одной стороны, проводя широкие исследования электрохимии стекла, внес термодинамику необратимых процессов в теорию ионоселективных электродов, а с другой — решил (совместно с А. В. Сторонкиным) ряд общих вопросов термодинамики гетерогенных систем: 1) распространение условий устойчивости, выведенных Гиббсом для гомогенных систем (фаз), на гетерогенные системы (в частности, условия симбатности химического потенциала и молярной доли компонента в гетерогенной системе при постоянстве температуры, давления и отношений молярных долей других компонентов); 2) разработка «метода третьего компонента», позволяющего исследовать термодинамические свойства двух- и трехкомпонентных твердых растворов по данным об их равновесных составах и химическом потенциале только одного из компонентов; 3) формулировка закона, аналогичного закону Гиббса-Коновалова, для экстремумов химического потенциала, когда составы двух сосуществующих фаз и фигуративная точка компонента, чей химический потенциал проходит через экстремум, должны отображаться линейной комбинацией на диаграмме состояния (если речь идет о тройной системе, то они лежат на одной прямой в треугольнике Гиббса). Активно поддерживал А. В. Сторонкин развитие pH-метрии. Об этом говорят многие документы в архиве М. М. Шульца, относящиеся к периоду деятельности А. В. Сторонкина в качестве директора НИХИ ЛГУ.
М. П. Сусарев и его аспиранты и сотрудники (Л. С. Кудрявцева, А. Н. Мариничев, А. Н. Горбунов) сформулировали правила, позволяющие выявлять концентрационные области тройных и четверных азеотропов и их температурные смещения по данным об азеотропах в системах с меньшим числом компонентов, разработали ряд новых и практически важных термодинамических методов, например, таких, как метод термодинамической проверки данных о фазовых равновесиях с участием идеального пара и метод расчета изотермического равновесия жидкость—пар в тройных системах по данным о бинарных системах. М. П. Сусарев разработал известный экспериментальный метод определения свойств равновесного пара — метод струи инертного газа.
А. Г. Морачевский совместно с А. В. Сторонкиным обобщил законы Вревского на многокомпонентные и трехфазные системы (смещение составов тройных азеотропов, бинарных и тройных гетероазеотропов), рассмотрел проявления первого закона Коновалова в многокомпонентных системах, разработал методы прогнозирования фазовых равновесий в многокомпонентных системах. Вместе с В. П. Белоусовым и М. Ю. Пановым он провел широкие калориметрические исследования и обобщил данные о тепловых свойствах растворов незлектролитов. В лаборатории А. Г. Морачевского изучены термодинамические свойства систем спирты-вода, кетоны-вода, углеводороды-спирты и разбавленных водных растворов неэлектролитов, а также равновесия жидкость—пар.
Н. А. Смирнова (ныне член-корреспондент РАН) основала в лаборатории А. Г. Морачевского молекулярно-статистическое направление исследования флюидных систем. Ей принадлежат новые варианты решеточных квазихимических моделей молекулярных растворов, численное моделирование объемных и поверхностных свойств жидкости методом Монте-Карло (совместно с Е. М. Пиотровской), разработка методов расчета фазовых равновесий в многокомпонентных системах, включая нефтегазовые смеси, в широком интервале температур и давлений.
Интересные работы ведутся в области жидкокристаллических систем: калориметрическое изучение фазовых переходов и энтальпии смешения, разработка молекулярно-статистических моделей нематических термотропных жидких кристаллов, систем жидкий кристалл-изотропный растворитель (Е. П. Соколова). В. Т. Жаровым было развито одно из важнейших направлений термодинамики А. В. Сторонкина — теория открытых фазовых процессов (она указывает, например, изменение состава раствора в ходе его открытого испарения). Сначала Ю. В. Гуриковым (также учеником А. В. Сторонкина), а потом В. Т. Жаровым решалась задача отыскания нелокальных закономерностей диаграмм открытых фазовых процессов (математически сводящаяся к подсчету и анализу особых точек), но только последнему удалось это сделать в общем виде (для систем с любым числом компонентов), — он использовал качественную теорию дифференциальных уравнений и топологию Пуанкаре. Тем самым В. Т. Жаров установил все возможные типы диаграмм открытых фазовых процессов, дал их классификацию и простые методы идентификации, что имеет исключительное значение для теории дистилляции и ректификации. В эту важную область, развитую ранее И. II. Бушмакиным, Н. П. Лутугиной, В. В. Коганом и др., В. Т. Жаровым внесен фундаментальный вклад.
В 1988 году преемником А. В. Сторонкина в руководстве университетской кафедрой стал В. К. Филиппов — человек, удивительно преданный термодинамике. Про него, как и про В. Т. Жарова, можно сказать, что, будучи химиком, он совершил «математический подвиг», переформулировав термодинамику А. В. Сторонкина в метрике энергии Гиббса (1975 г.). Благодаря чему вид термодинамических уравнений для многокомпонентных систем резко упрощается. В дальнейшем В. К. Филиппов (частично вместе с М. М. Шульцем) решил целый ряд задач термодинамики тройных систем, относящихся к взаимному расположению изопотенциалы и обобщенной ноды, изопотенциал двух и трех соединений, установил связь между химическими потенциалами компонентов при различных способах изменения состава раствора, развил методы расчета изменения энергии Гиббса при образовании соединения в водно-солевых системах по данным о фазовых равновесиях. В каждом выпуске основанного А. В. Сторонкиным в 1971 г. регулярного издания «Вопросы термодинамики гетерогенных систем и теории поверхностных явлений» обстоятельные статьи В. К. Филиппова занимали видное место, а в девятом томе он был уже и ответственным редактором.
С 1991 по 1994 год кафедру А. В. Сторонкина (переименованную им в кафедру химической термодинамики и кинетики) возглавлял Н. П. Маркузин. Им решен (совместно с учениками — В. Д. Плехоткиным, Л. М. Павловой, В. П. Сазоновым, В. А. Соколовым, Б. И. Горовцем и частично при участии А. В. Суворова) ряд вопросов, связанных с неидеальностью пара в гетерогенных равновесиях для случая, когда в паре протекают обратимые реакции, даны схемы расчета констант равновесия реакций и вириальных коэффициентов по данным о равновесии фаз. Другое направление — изучение равновесий в многокомпонентных расслаивающихся системах; анализ расположения нод и формы бинодалей тройных растворов при их контакте двумя некритическими, критической и некритической или двумя критическими точками правила взаимного расположения кривых равновесий жидкость—пар и жидкость—жидкость—пар в их общих точках; исследование локальной структуры фазовых диаграмм в окрестности критических точек в случае однократного и полного вырождения матрицы устойчивости.
На кафедре возникло кинетическое направление, возглавленное В. Т. Жаровым. Работы в этом направлении совмещают две стороны учения о химическом процессе — термодинамику и кинетику. О. К. Первухиным (заведующий кафедрой с 1994 по 1999 год) разработана термодинамика гетерогенного равновесия в N-компонентной двухфазной системе с необратимой химической реакцией, причем переменными состава являются количества N-1 веществ в момент смешения (брутто-моли) и химическая переменная, то есть величины, в явном виде учитывающие специфику открытой реагирующей фазы; им же разработан кинетический метод парциальных молярных скоростей.
Характерная сторона научного творчества А. В. Сторонкина и его школы — широкое применение условий устойчивости, которые, наряду с условиями равновесия, образуют основу химической термодинамики. Ряд новых результатов в этом направлении получен А. М. Тойкка (с 1999 зав. кафедрой химической термодинамики и кинетики), разработавшим на основе условий устойчивости термодинамические методы расчета ограничений на свойства многокомпонентных систем по данным о подсистемах; кроме того, им установлены некоторые новые формы термодинамических неравенств для систем, подчиненных различным условиям (например, при наличии или отсутствии фазовых или химических процессов).
Работы в области термодинамики водно-солевых систем, начатые В. К. Филипповым, продолжены его учениками. Н. А. Чарыков развивает расчетные и теоретические методы исследования природных водно-солевых систем, а также других классов систем, в частности полупроводниковых и включающих фуллерены.
А. И. Русанов (ныне академик), также принадлежа к школе А. В. Сторонкина, дал ответвление в сторону термодинамики поверхностных явлений. Термодинамические соотношения поверхностных характеристик проистекают из уравнения адсорбции Гиббса, или, следуя идее Ван-дер-Ваальса, из уравнения поверхностного слоя конечной толщины, куда может быть введен весь формализм термодинамики Ван-дер-Ваальса—Сторонкина. Из наиболее заметных результатов можно отметить обобщенное правило фаз (классическое правило фаз Гиббса подразумевает наличие только плоских поверхностей), обобщенное уравнение адсорбции Гиббса (для случая анизотропной поверхности и наличия внешнего электрического поля), обобщенное уравнение Юнга для краевого угла смачивания (с учётом линейной свободной энергии), обобщенный принцип Гиббса–Кюри (с учётом вращательной составляющей свободной энергии тела), аналоги законов Коновалова для поверхностных явлений. Многолетний цикл работ по термодинамике гетерогенной нуклеации на заряженных и нейтральных частицах проводился совместно с Ф. М. Куни (основатель кафедры статистической физики в СПбГУ, автор известного учебника), видный представитель петербургской термодинамической школы. Общие ученики А. И. Русанова и Ф. М. Куни (В. Л. Кузьмин, Е. Н. Бродская и др.) также участвовали в этих работах. Подо6но тому как дистилляция основана на разнице составов жидкости и пара, методы поверхностного разделения основаны на разнице составов раствора и поверхностного слоя. Если поверхностный слой непрерывно отделяется от системы (например, в виде пены), то такой процесс подобен открытому фазовому процессу и его теория может быть построена сходным образом (однократное пенное разделение аналогично дистилляции, а процесс пенного фракционирования-ректификации). В основе теории лежат анализ линий поверхностного разделения (по которым меняется состав раствора) на диаграмме состояния, соотношение диаграмм поверхностного разделения и поверхностного натяжения, классификация тех и других (работа выполнена при участии С. А. Левичева и В. Т. Жарова). Особое значение методы поверхностного разделения имеют для выделения и очистки поверхностно-активных веществ, которые, как известно, резко понижают поверхностное натяжение растворов. Другое их свойство — мицеллообразование, стало предметом термодинамического изучения в последние годы.
Термодинамическая школа Санкт-Петербургского университета, одна из виднейших в России и мире, отмечена признанием научной общественности. Достойно упоминания, что столетие правила фаз отмечалось в Ленинградском университете (1976 г.), а в юбилей гиббсовской теории капиллярности в Ленинграде была организована Всесоюзная конференция (1978), труды которой вошли в международное издание, посвященное этому событию. Менделеевские дискуссии также проводятся в основном в Санкт-Петербургском университете. Продолжается выпуск «Вопросов термодинамики гетерогенных систем и теории поверхностных явлений». До последних дней руководства М. М. Шульца Институт химии силикатов РАН развивал плодотворное сотрудничество с кафедрой химической термодинамики и кинетики СПбГУ.
В 1967—1969 годах А. В. Сторонкин издал двухтомную монографию «Термодинамика гетерогенных систем», во многом предначертавшую пути современного развития термодинамического метода, которое стало возможным благодаря и его деятельности. В 1969 г. профессор А. В. Сторонкин за этот фундаментальный труд был удостоен Университетской премии в области физики.
Много сделал Алексей Васильевич для изучения и сохранения наследия Д. И. Менделеева. В пору, когда он был директором музея-архива Д. И. Менделеева (ЛГУ), при его непосредственном участии была сформирована хорошо осмысленная и содержательная экспозиция этого уникального центра истории естествознания. Единственный, кто сумел полноценно, идейно и практически продолжить начатое А. В. Сторонкиным на этом поприще был, конечно, профессор Роман Борисович Добротин. Перу А. В. Сторонкина принадлежат аналитические статьи о научном творчестве Д. И. Менделеева, Д. П. Коновалова и М. С. Вревского (в том числе в соавторстве с Р. Б. Добротиным и др.).
Учениками Алексея Васильевича Сторонкина ещё пишется его научная биография, пока не издана полная библиография учёного, на этом фоне очень ценной явилась публикация военных дневников А. В. Сторонкина, осуществлённая О. К. Первухиным в журнале Санкт-Петербургского университета в 2000 году.

## Награды и научное признание
- орден Трудового Красного Знамени
- орден «Знак Почета»
- орден Отечественной войны II степени (6.11.1985)
- орден Красной Звезды (4.12.1944)
- Сталинская премия третьей степени (1951) — за научную работу «Об условиях термодинамического равновесия многокомпонентных систем» (1948)
- 1954 — университетская премия I степени
- 1970 — университетская премия I степени в области физики
- заслуженный работник Высшей Школы СССР
- заслуженный деятель науки РСФСР
- XXXIII Менделеевский чтец — 24.III.1977
- знак «Ветеран Красносельской Краснознаменной 125 стрелковой дивизии им. Кутузова»

### Почётные грамоты
- 1967 — За педагогическое мастерство, Ученый совет ЛГУ
- 1969—150 лет университета, Ученый совет ЛГУ
- 1969 — Министерство Высшего и среднего специального образования РСФСР, 150 лет университета
- 1978 — Советского комитета ветеранов войны (подписана А.Маресьевым), за героико-патриотическое воспитание молодёжи, За высокое педагогическое мастерство и подготовку научных кадров
- 1980 — Ученый совет ЛГУ, Министерства Высшего и среднего специального образования РСФСР, как член редколлегии Вестника ЛГУ
- 1986 — За заслуги перед Университетом

## Основные труды
- 1. Über die Gleichgewichtsbedingungen in Zweiphasensystemen mit Komponenten. I. Moscou. Acta Physicochimica USSR. Vol. XIII. 1940. No. 4. S. 505—530
- 2. Об условиях термодинамического равновесия многокомпонентных систем. Издательство ЛГУ. 1948
- 3. Термодинамика гетерогенных систем. Части I и II. Монография. Издательство ЛГУ. 1967. 28 п.л.
- 4. Термодинамика гетерогенных систем. Часть III. Монография. Издательство ЛГУ. 1969. 12 п.л.
- 5. Об условиях равновесия многокомпонентных систем. Сообщение I. Журнал физической химии: 13. 305. (1940); 15. 50-70 (1941)
- 6. То же. Сообщение II. ЖФХ. 15. 67-77 (1941)
- 7. То же. Сообщение III. ЖФХ. 15. 959 (1941)
- 8. О неправильном выводе правила Коновалова в книге В. К. Семенченко. Журнал физической химии. 18. 194 (1944).
- 9. Об условиях равновесия многокомпонентных систем. Сообщение IV. ЖФХ. 18. 194 (1944)
- 10. Исследование общей и парциальных упругостей пара системы «хлористый водород-серная кислота-вода». Вестник ЛГУ. 6. 119 (1952)
- 11. О выводах и границах применимости законов М. С. Вревского в сборнике «М. С. Вревский. Работы по теории растворов». АН СССР (1953)
- 12. Об условиях равновесия многокомпонентных систем. Сообщений V. ЖФХ. 27. 617 (1953)
- 13. О термодинамической связи между составами нераздельнокипящих смесей многокомпонентных систем. Вестник ЛГУ. 5. 91 (1953)
- 14. Исследование смешанных растворов электролитов. I. Смешанные растворы хлористого водорода и хлористого бария. Вестник ЛГУ. 11. 161 (1953)
- 15. Об условиях равновесия многокомпонентных систем. Сообщение VI. ЖФХ. 27. 1650. (1958) ???
- 16. Об условиях равновесия и некоторых общих свойствах многофазных систем. Вестник ЛГУ. 2. 115 (1954)
- 17. Д. П. Коновалов — выдающийся русский физико-химик. Вестник ЛГУ. 5. 167. (1954)
- 18. Об условиях термодинамического равновесия тройных трёхфазных систем типа твёрдая фаза—раствор—пар. Вестник ЛГУ. 8. 169. (1954)
- 19. Об изменении химических потенциалов и парциальных давлений компонентов тройных двухфазных систем при изотермо-изобарическом изменении составов. Вестник ЛГУ. 11. 138 (1954)
- 20. О термодинамически возможных формах изотермо-изобар тройных системах. ЖФХ. 28. 2021 (1954)
- 21. Исследование давления пара насыщенных и ненасыщенных растворов хлористого калия в соляной кислоте. ЖФХ. 29. 111 (1955)
- 22. Краткий очерк учения Д. И. Менделеева о растворах. Вестник ЛГУ. 2. 157 (1955)
- 23. О применимости первого закона Коновалова к тройным системам раствор—пар. ЖФХ. 29. 2194 (1955)
- 24. Критика некоторых принципов и понятий физико-химического анализа. ЖФХ. 30. 206 (1955)
- 25. О влиянии изменения состава и температуры на равновесия между раствором и паром в тройных системах. Вестник ЛГУ. 2. 69 (1956)
- 26. О равновесии раствор—пар в системе бензол—циклогексан—изопропиловый спирт. ЖФХ. 30. 1297 (1956). Соавтор А. Г. Морачевский
- 27. Некоторые вопросы термодинамики систем, подчинённых условиям материальной изоляции. Вестник ЛГУ. 16. 74 (1956)
- 28. Об изменении химических потенциалов и парциальных давлений компонентов гетерогенных систем при изотермо-изобарическом изменении составов. Вестник ЛГУ. 22. 111 (1956). Соавтор М. М. Шульц
- 29. Исследования тройных расслаивающихся растворов триэтиламин—фенол—вода. Вестник ЛГУ. 10 вып. 2. 123. (1957). Соавтор Н. П. Маркузин
- 30. Об основном содержании учения Д. И. Менделеева о растворах. Труды института истории естествознания и техники АН СССР. Вып. 3. 14 (1957). Соавтор Р. Б. Добротин
- 31 К вопросу о зависимости между изменениями состава, температуры и давления бинарных азеоторопов. ЖФХ. 31. 42 (1957). Соавтор А. Г. Морачевский
- 32. О влиянии температуры и давления на состав тройных азеоторопов. ЖФХ. 31. 395. Соавторы А. Г. Морачевский, Л. С. Кудрявцева
- 33. Исследование трёхфазного равновесия в системе хлористый калий-метиловый спирт-вода. Вестник ЛГУ. 22. Вып. 4. 103 (1957). Соавтор Л. Э. Симановичус
- 34. По поводу статьи В. Я. Аносова и Н. Н. Пацуновой. Журнал неорганической химии. 2. Вып. 11ю 2682 (1957)
- 35. О влиянии температуры на состав бинарных гетероазеотропов. Вестник ЛГУ. 10. 94 (1958). Соавторы: А. Г. Морачевский, В. П. Белоусов.
- 36. О некоторых принципах и понятиях физико-химического анализа. ЖФХ. 32. 937. (1958)
- 37. Некоторые вопросы термодинамики гетерогенных систем. Сообщение I. ЖФХ. 32. 2347 (1958)
- 38. То же. Сообщение II. ЖФХ. 34. 1928 (1960). Соавтор М. М. Шульц.
- 39. То же. Сообщение III. ЖФХ. 34. 2167 (1960). Соавтор М. М. Шульц
- 40. Исследование химических потенциалов и коэффициентов активности компонентов бинарных твёрдых растворов методом третьего компонента. ЖФХ. 32. 2518 (1958). Соавторы: М. М. Шульц, Т. П. Маркова.
- 41. О форме изотерм расслаивания тройного раствора триэтиламина фенол—вода для 15° и 35 °C. ЖФХ. 33. 279 (1959). Н. П. Маркузин
- 42. О применимости законов Коновалова Вревского к тройным растворам. Сборник «Термодинамика и строение растворов». 87 (1959). А. Г. Морачевский.
- 43. О зависимости термодинамических свойств насыщенных и близких к насыщению растворов от состава. Там же. 93. Соавтор М. М. Шульц.
- 44. О равновесии жидкость—жидкость в трёхкомпонентных растворах. Журнал общей химии. 29. 2480 (1959). Соавторы: А. И. Русанов, Н. П. Маркузин.
- 45. Исследование равновесий жидкость—пар и жидкость—жидкость—пар в системе пропиловый спирт-пропилацетат-вода. Вестник ЛГУ. 22. 70 (1959). Соавторы: А. Г. Морачевский, Н. А. Смирнова.
- 46. Термодинамическая теория критических явлений в трёхкомпонентных системах. Сообщение I. ЖФХ. 34. 530. Соавтор А. И. Русанов.
- 47. То же. Сообщение II. ЖФХ. 34. 749. (1960). Соавтор А. И. Русанов.
- 48. То же. Сообщение III ЖФХ. 34. 977. (1960). Соавтор А. И. Русанов.
- 49. То же. Сообщение IV. ЖФХ. 34. 1212. (1960). Соавтор А. И. Русанов.
- 50. То же. Сообщение V. ЖФХ. 34. 1407. (1960). Соавтор А. И. Русанов.
- 51. То же. Сообщение VI. ЖФХ. 34. 1677. (1960). Соавтор А. И. Русанов.
- 52. Об итогах обсуждения некоторых термодинамических выводов Д. С. Коржинского. Геохимия. 3. 282 (1960)
- 53. О влиянии изменений температуры и давления на смещение состава тройных гетероазеоторопов. Вестник ЛГУ. 10. 72 (1960). Соавторы: Н. А. Смирнова, А. Г. Морачевский.
- 54. По поводу статьи Д. С. Коржинского "Экспериментальные состояния в системах с вполне подвижными компонентами. ЖФХ. 34. 1643 (1960)
- 55. Термодинамические свойства расплавов и твёрдых растворов в системе. Сборник трудов конференции. (1960). Соавторы: М. М. Шульц, И. М. Бушуева.
- 56. Об измерениях состава пара при изотермическом изменении состава тройных расслаивающихся растворов. ЖФХ. 37. 1385—1388 (1963). Соавтор Н. П. Маркузин.
- 57. Некоторые вопросы термодинамики многокомпонентных гетерогенных систем. Сообщение VI. ЖФХ. 37. 601—607 (1963). Соавтор Н. А. Смирнова.
- 58. Исследование химических потенциалов и коэффициентов активности компонентов бинарных твёрдых растворов. Вестник ЛГУ. 10. 92-95 (1963). Соавторы: М. М. Шульц, В. В. Корчагин.
- 59. Термодинамические свойства системы AgCl-NaCl-PbCl2 . Сообщение I. Вестник ЛГУ. 10. 82-92 (1963). Соавторы: М. М. Шульц, А. А. Назаров.
- 60. То же. Сообщение II. Вестник ЛГУ. 16. 94-102 (1963). Соавторы: М. М. Шульц, А. А. Назаров.
- 61. Исследование равновесий жидкость—пар и жидкость—жидкость—пар в системе н-пропиловый спирт-н—пропилацетат—вода. Вестник ЛГУ. 22. 97-104 (1963). Соавторы: Н. А. Смирнова, А. Г. Морачевский.
- 62. Исследование упругости пара расплавов алюмоборофосфатных стёкол. Сообщение I. Сборник «Физико-химические растворы». Издательство ЛГУ. 1964. Соавтор В. С. Бобров
- 63. Исследование водных растворов сильных электролитов. Сообщение I. ЖФХ. 38. 509—511 (1964). Соавторы: М. Д. Лагунов, Р. В. Прокофьева.
- 64. Исследование упругости пара расплавов алюмоборосиликатных стёкол. Сообщение II. Сборник «Физико-химические свойства растворов». Издательство ЛГУ. 1964. Соавтор В. С. Бобров
- 65. Исследование равновесий жидкость—пар и жидкость—жидкость—пар в системе уксусная кислота—триэтиламин—четырёххлористый углерод и составляющих её бинарных систем. То же. 19-27. Соавторы: Н. П. Маркузин, В. Ф. Плохоткин.
- 66. Термодинамическое исследование бинарного твёрдого раствора. То же. 227—241. М. М. Шульц, В. В. Корчагин
- 67. О термодинамических свойствах бинарного твёрдого раствора. ЖФХ. 39. 227—229 (1965). Соавторы: В. В. Корчагин, М. М. Шульц.
- 68. Об ограничениях, налагаемых условиями устойчивости на характер концентрационной зависимости термодинамических функций смешения. ЖФХ. 39. 174—177. Соавтор В. П. Белоусов.
- 69. Исследование водных растворов сильных электролитов. Сообщение II. ЖФХ. 39. 2017—2019 (1965)
- 70. Некоторые вопросы термодинамики гетерогенных систем. Сообщение VII. ЖФХ. 40. 247—250 (1966).
- 71. То же. Сообщение VIII. ЖФХ. 40. 1673—1679 (1966)
- 72. исследование водных растворов сильных электролитов. ЖФХ. 40. 2794—2797 (1966)
- 73. О предельных закономерностях многокомпонентных двухфазных систем. ЖФХ. 40. 2829—2836 (1966)
- 74. Термодинамическое исследование тройной системы. ЖФХ. 41. 695—698 (1967). Соавторы: И. В. Василькова, Ю. А. Фёдоров
- 75. То же. II. Концентрационные области существования твёрдых растворов. ЖФХ. 41. 698—701 (1967). Соавторы: И. В. Васильева, И. И. Кожина, Ю. А. Фёдоров
- 76. Исследование водных растворов сильных электролитов. Сообщение IV. ЖФХ. 41. 1023—1027 (1967). Соавторы: М. М. Шульц, М. Д. Лагунов, М. А. Окатов.
- 77. Исследование растворимости в системе. ЖФХ. 41. 2393—2395. И. М. Балашова, М. П. Сусарев
- 78. К теории процессов поверхностного разделения веществ. Коллоидный журнал. 31. 290—296 (1969). Соавторы: А. И. Русанов, В. Т. Жаров
- 79. Термографическое и рентгенографическое исследование бинарной системы … ЖФХ. 43. 1008—1010 (1969). Соавторы: И. В. Василькова, Э. Н. Рябов
- 80. Термографическое и рентгенографическое исследование бинарной системы … ЖФХ. 43. 1010—1013 (1969). Соавторы: И. В. Василькова, И. И. Кожина, Э. Н. Рябов
- 81. Локальные закономерности в лкрестности многокомпонентного азеотропа. ЖФХ. 43. 1126—1131 (1969). Соавтор В. Т. Жаров
- 82. Об уравнениях эвтектических и паритектических кривых тройных систем. I. Вывод уравнений. ЖФХ. 44. 699—703 (1970). Соавтор И. В. Василькова
- 83. То же. II. Расчёт эвтектических кривых для солевых растворов. ЖФХ. 44. 2306—2311 (1970). Соавтор И. В. Василькова
- 84. Исследование диаграммы плавкости и составов сосуществующих фаз системы … ЖФХ. 44. 2783—2786 (1970). Соавторы: И. В. Василькова, Э. Н. Рябов
- 85. Рентгенографическое исследование тройной системы … ЖФХ. 44. 2854—2856 (1970). Соавторы: И. В. Василькова, И. И. Кожина, Э. Н. Рябов
- 86. Исследование диаграммы плавкости системы. ЖФХ. 45. 157—158 (1971). Соавторы: И. В. Василькова, А. И. Ефимов, В. Ф, Мироманов
- 87. О зависимости температура-состав вдоль эвтектических кривых составов тройных систем. I. Вывод уравнений. ЖФХ. 45. 745—749. (1971). Соавтор И. В. Василькова
- 88. То же. II. Расчёт эвтектических температур для тройных солевых систем. ЖФХ. 45. 1230—1233 (1971). И. В. Василькова
- 89. Некоторые вопросы термодинамики многокомпонентных гетерогенных систем. Сообщенеи XI. ЖФХ. 45. 1230—1233 (1971)
- 90. О диаграмме плавкости тройной системы. Вестник ЛГУ. Вып. 16. 78-82 (1971). Соавторы: И. В. Василькова, А. И. Ефимов, В. Ф. Мироманов
- 91. Определение состава и температуры кристаллизации бинарных эвтектик в системах. ЖФХ. 45. 2359 (1971). Соавторы: И. В. Василькова, В. И. Шамко
- 92. Вопросы термодинамики тройных эвтектических и перитектических систем. Сборник «Вопросы термодинамики гетерогенных систем и теории поверхностных явлений». Издательство ЛГУ. 3-51 (1971). Соавтор И. В. Василькова
- 93. К вопросу о форме изотерм-изобар тройых систем. ЖФХ. 46. 271—273 (1972). Соавтор И. В. Василькова
- 94. Термографическое исследование системы. ЖФХ. 46. 321—323 (1972). Соавторы: И. В. Василькова, М. Д. Пятунин
- 95. Томографическое и рентгенографическое исследование бинарной системы. Вестник ЛГУ. Вып. 22. 98-101 (1972). Соавторы: И. В. Василькова, И. И. Кожина, С. В. Менделева
- 96. О концентрационных областях твёрдых растворов в бинарных системах. ЖФХ. 46. 2764—2767 (1972). Соавторы: И. В. Василькова, И. И. Кожина. В. И. Шамко
- 97. Исследование диаграммы плавкости системы. ЖФХ. 46. 2768—2770 (1972). Соавторы: И. В. Василькова, В. И. Шамко
- 98. О термодинамических особенностях тройной системы. Вестник ЛГУ. Вып. 4. 76-79 (1973). Соавторы: И. В. Василькова, Э. Н. Рябов
- 99. Исследование диаграммы плавкости системы. Вестник ЛГУ. 4. 80-85 (1973). Соавторы: И. В. Василькова, В. И. Шамко
- 100. Термографическое исследование тройной системы. ЖФХ. 47. 46-49 (1973). Соавторы: И. В. Василькова, М. Д. Пятунин
- 101. Термодинамическое исследование расслаивающихся систем. Вестник ЛГУ. Вып. 4. 165—167 (1973). Соавторы: М. Д. Пятунин, И. В. Василькова
- 102. О диаграммах состояния систем. Вестник ЛГУ. Вып. 4. 167—168 (1973). Соавторы: С. В. Менделева, И. В. Василькова, И. И. Кожина
- 103. Термографическое и рентгенографическое исследование тройной системы. ЖФХ. 47. 1684—1687 (1973). Соавторы: И. В. Василькова, И. И. Кожина, С. В. Менделева
- 104. Термографическое и рентгеновское изучение системы. Вестник ЛГУ. Вып. 10. 70-72 (1973). Соавторы: О. Д. Гребенникова, И. В. Кривоусова, И. И. Кожина, И. В. Василькова
- 105. Термографическое исследование бинарных систем. Вестник ЛГУ. Вып. 10. 67-69 (1973). Соавторы: И. В. Василькова, В. И. Шамко
- 106. Расчёт диаграммы состояния тройной системы. ЖФХ. 47. 2032—2035 (1973). Соавторы: И. В. Василькова, С. В. Менделева
- 107. О диаграмме состояния системы. Вестник ЛГУ. Вып. 16. 83-86 (1973). Соавторы: И. В. Василькова, И. В. Кривоусова, О. Д. Гребенникова
- 108. Равновесия жидкость-жидкость, жидкость-пар и жидкость-жидкость-пар в системе вода-н. пропилацетат-втор. бутиловый спирт. Сообщение I. Методика эксперимента и данные для бинарных систем. Вестник ЛГУ. Вып. 10. 85-88 (1972). Соавторы Ж. Н. Шахуд, Н. П. Маркузин
- 109. То же. Сообщение II. Экспериментальные данные для тройной системы. Вестник ЛГУ. Вып. 10. 89-92. (1972). Ж. Н. Шахуд, Н. П. Маркузин
- 110. То же. Сообщение III. Обсуждение экспериментальных данных. Вестник ЛГУ. Вып. 16. 87-93 (1873). Соавторы: Ж. Н. Шахуд, Н. П. Маркузин
- 111. Исследование диаграммы состояния системы. Вестник ЛГУ. Вып. 22. 80-83 (1973). Соавторы: И. В. Василькова, О. Д. Гребенникова, И. И. Кожина
- 112. Термографическое и рентгенографическое изучение системы. Вестник ЛГУ. Вып. 22. 84-88 (1973). Соавторы: И. В. Василькова, О. Д. Гребенников, И. И. Кожина
- 113. Исследование и термодинамический расчёт диаграмм плавкости систем. Вестник ЛГУ. Вып. 10. 84-88 (1974). Соавторы: И. В. Василькова, С. С. Потемин
- 114. Некоторые вопросы термодинамики многокомпонентных гетерогенных систем. XII. О вариантности гетерогенных частично закрытых систем с химическими превращениями при наличии ограничений на свойства сосуществующих фаз. ЖФХ. 47. 3016-3020 (1973). Соавторы: А. Н. Мариничев, В. Т. Жаров
- 115. Исследование и термодинамический расчёт диаграммы плавкости систем. Вестник ЛГУ. Вып. 16. 73-76 (1974). Соавторы: И. В. Василькова, С. С. Потемин
- 116. Исследование диаграммы плавкости системы. Вестник ЛГУ. Вып. 10. 87-92 (1875). Соавторы: И. В. Василькова, А. А. Тарасов
- 117. О применении правила фаз к гетерогенным системам различного типа. Сборник «Вопросы термодинамики гетерогенных систем и теории поверхностных явлений» ЛГУ. № 3. 3-19 (1973). Соавторы: А. Н. Мариничев, В. Т. Жаров
- 118. Вопросы термодинамики тройных эвтектических и перитектичеких систем. Сообщение II. Там же. 97-126. Соавтор И. В. Василькова
- 119. Исследование диаграммы плавкости системы. Там же. 128—138. Соавторы: И. В. Василькова, В. И. Шамко
- 120. О выводах и границах применимости законов М. С. Вревского. М. С. Вревский «Работы по теории растворов». Издательство АН СССР.
- 121. Исследование диаграммы плавкости системы. Вестник ЛГУ. Выпуск 10. 87-92 (1975). Соавторы: И. В. Василькова, А. А. Тарасова
- 122. Термографическое и рентгенографическое исследование системы … Вестник ЛГУ. Выпуск 10. 83-96 (1975). Соавторы: И. В. Василькова, А. И. Ефимов, И. И. Кожина, В. А. Баруздина
- 123. Исследование и термодинамический расчёт диаграммы плавкости системы … Вестник ЛГУ. Выпуск 22. 81-89 (1976). Соавторы: И. В. Василькова, С. В. Коробков
- 124. Исследование и расчёт диаграмм плавкости системы … Вестник ЛГУ. Выпуск 22. 90-94 (1976). Соавторы: И. В. Василькова, Т. М. Козина
- 125. Диаграмма плавкости тройной системы … Вестник ЛГУ. Выпуск 10. 148—149 (1976). Соавторы: И. В. Василькова, Н. П. Заголович
- 126. Правило фаз и его развитие. ЖФХ. 50. 3048-3057 (1976). Соавторы: В. Т. Жаров, А. Н. Мариничев
- 127. Критически обзор данных о равновесии жидкость-жидкость-пар в трёхкомпонентных системах. Сборник «Вопросы термодинамики гетерогенных систем и теории поверхностных явлений». ЛГУ. № 3. 3-42 (1976) Соавторы: Ж. Н. Шахуд, Н. П. Маркузин
- 128. О диаграммах состояния тройных конденсированных систем, в которых изменяется тип изобарического многовариантного фазового процесса. Там же. 66-76
- 129. Исследование и расчёт диаграммы плавкости системы … Вестник ЛГУ. Выпуск 44. 86-89 (1977). Соавторы: И. В. Василькова, Т. М. Козина
- 130. О некоторых формах обобщенного уравнения Ван-дер-Ваальса. (1977). Соавторы: В. Т. Жаров, С. В. Коробков
- 131. Вопросы термодинамики тройных эвтектических и перитектических систем. Сообщение 3. Сборник 4. 85-138 (1977). Соавтор С. С. Потёмин
- 132. Исследования диаграммы плавкости … Вестник ЛГУ. Выпуск 10. 90-93 (1977). Соавторы: И. В. Василькова, Г. П. Загалович
- 133. О линейности изотермо-изобарических составов тройных двухфазных систем. Выпуск 22. 106—107 (1979). Соавтор Т. М. Козина
- 134. Термодинамический анализ диаграмм состояния систем … Вестник ЛГУ. Выпуск 16. 828—932 (1977). Соавторы: И. В. Василькова, О. Б. Панин
- 135. Термографическое исследование системы … и расчёт диаграммы плавкости некоторых металлических систем. ЖФХ. 150. 327—329 (1980). Соавторы: И. В. Василькова, В. Ю. Кривоусов